# 李憲 (後漢)
李 憲（り けん、? - 30年）は、中国の新代から後漢時代初期にかけての武将。豫州潁川郡許昌県の人。

## 事跡
| 姓名           | 李憲                        |
| 時代           | 新代 - 後漢時代             |
| 生没年         | 生年不詳 - 30年（建武6年）  |
| 字・別号       | 〔不詳〕                    |
| 本貫・出身地等 | 豫州潁川郡許昌県            |
| 職官           | 廬江属令〔新〕→偏将軍〔新〕 |
| 爵位・号等     | 淮南王〔自称〕→皇帝〔自称〕 |
| 陣営・所属等   | 王莽→〔独立勢力〕           |
| 家族・一族     | 〔不詳〕                    |

淮南で天子を自称した新末後漢初の群雄の一人である。新の王莽の時代に、李憲は廬江郡の属令（都尉に相当）を務めていた。王莽の統治の末期に、江賊の王州公が十数万の軍勢で暴れまわったが、王莽は李憲を偏将軍に任命してこれを討伐させ、李憲は王州公を撃破した。
更始元年（23年）に新が滅亡すると、李憲は廬江に割拠し、淮南王を自称した。建武3年（27年）には、李憲は天子を自称し、公卿百官を置き、9つの城を支配下として、十数万の軍勢を擁した。
しかし建武4年（28年）秋に、光武帝（劉秀）は寿春に親征し、さらに揚武将軍馬成らを派遣して李憲を討伐させ、その本拠地である舒を包囲した。籠城戦は1年以上続いたが、建武6年（30年）1月に舒は陥落した。李憲は城を脱出して逃走したが、途中で部下の帛意に裏切られて殺された。李憲の一族も、残らず誅殺されている。

## 関連記事
- 新末後漢初